# Maria Batrakova
Maria Stepanova Demidova (née Batrakova) (russe : Мария Степановна Демидова) était une junior lieutenante du 463e Régiment de carabiniers, 118e Division d'Infanterie, 28e Armée sur le Front du Sud pendant la Seconde Guerre mondiale. Pour son service dans l'armée, elle reçoit le titre d'Héroïne de l'Union soviétique le 19 mars 1944.

## Enfance et éducation
Batrakova est née le 21 novembre 1922 dans la ville d'Unimer dans la République socialiste fédérative soviétique de Russie. Sa famille déménage ensuite à Leningrad, où elle est diplômée de l'école secondaire en 1938. Après la fin de la guerre avec la Finlande, elle retourne au Leningrad Art College jusqu'à ce qu'elle soit appelée par l'armée.

## Carrière militaire
Batrakova rejoint volontairement l'Armée Rouge en 1939 et participe à la Guerre d'Hiver en tant que médecin, en Carélie et au Lac Ladoga. Elle est de nouveau envoyée au front, en juin 1941, après le début de la Seconde Guerre mondiale afin de transmettre les informations sur les mouvements des forces de l'Axe aux Soviétiques, sous le nom de code « Elzi ». Lorsque son identité est découverte, elle est torturée par la Gestapo en février 1942 et doit être exécutée, mais est sauvée par une équipe de partisans qui la cachent dans un hôpital, où elle reste jusqu'en mai.
De juin 1942 à août 1943, elle travaille en tant que médecin dans la 117e Régiment d'Artillerie de la Garde, puis est transférée dans le 463e Régiment de carabinier en août pour devenir mitrailleur. Elle participe à la bataille pour le Donbass, face à des tirs d'artillerie lourde et de chars ennemis ; après le décès du commandant de son régiment, l'unité est forcée de battre en retraite dans les tranchées. Batrakova se tient sur le toit d'un char immobilisé et lance un appel à l'unité pour continuer la lutte. Son escouade finit par prendre le contrôle de nombreuses tranchées allemandes, les forçant à battre en retraite,.
Le 30 septembre 1943, alors qu'elle est junior lieutenant, son bataillon se prépare à traverser la rivière Molochnaïa. Plusieurs soldats hésitent à entrer dans l'eau sale et l'ennemi approche. Lorsque le commandant de la compagnie est tué après être tombé dans un fossé antichar, Batrakova continue de lutter pendant cinq jours jusqu'à l'arrivée des renforts, en étant blessée à deux reprises. Dans cette bataille, elle repousse 53 attaques de l'infanterie et 18 raids aériens. Pour son excellence dans la bataille, elle reçoit le titre d'Héroïne de l'Union soviétique par un décret du Soviet suprême le 19 mars 1944, et est promue au rang de lieutenant le 12 septembre 1944. Tout au long de la guerre, elle a combattu sur le Front nord-ouest, le Front du Sud, sur le front ukrainien pendant les batailles de Bereznegovato-Snigirevskaya, du Demiansk, de Lvov-Sandomir, de Melitopol, de Nikopol-Krivoï Rog, d'Odessa, de Rostov, et de Stalingrad.
Durant la bataille de Lvov-Sandomierz, elle subit une sévère commotion cérébrale qui l'empêche de parler pendant quelques semaines ; elle est envoyée loin de la ligne de front pour récupérer. En novembre 1944, elle épouse un officier d'artillerie, Alexandre Demidov. De juillet à septembre 1944, elle travaille pour le Komsomol de la division politique de l'Unité de Défense Aérienne de Leningrad puis en tant qu'assistante chef du Département Politique du 22e District de Carélie jusqu'en février 1945.

## Après-guerre
Après la guerre, Batrakova s'installe à Sestroretsk et travaille comme commerciale pour une usine jusqu'à la naissance de son fils en janvier 1948. En 1957, elle déménage à Leningrad et commence une formation pour devenir un serrurière en 1966, mais finalement, devient commerciale d'usine. Elle meurt le 16 juin 1997 à l'âge de 74 ans et est enterrée dans le cimetière Volkovo.

## Récompenses
- Héros de l'Union Soviétique
- Ordre de Lénine
- Ordre de l'Étoile rouge
- Ordre de la Guerre patriotique de 1ère Classe
- Médaille du Courage